# Пам'ятник загиблим дітям (Тихвін)
Пам'ятник загиблим дітям — пам'ятник ленінградським дітям, які загинули від німецьких бомбардувань. Один з символів пам'яті про радянських дітей, які загинули у Німецько-радянській війні.

## Історія
14 жовтня 1941 року на станції міста Тихвін, знаходилися ешелони з пораненими, два ешелони дітей з Ленінграду, снарядами та нафтопродуктами. Вони прямували зі сходу країни у бік фронту. Німецькі війська швидко наступали на Тихвін і Волхов, прагнучи перерізати всі шляхи, що з'єднують Ленінград з країною і з'єднатися з фінськими військами на південному березі річки Свір. Через обстріли станції, які тривали кілька годин, загорілись нафтопродукти та почали вибухати снаряди. Число жертв не встановлено, за не уточненими даними, могло загинути до двох тисяч дітей.

## Опис
Пам'ятник на привокзальній площі станції Тихвін відкрили у 2016 році, у 75-ті роковини трагедії. Це монумент з граніту, висотою чотири метри, який розміщено на мозаїчному панно, на фоні вогняних сполохів зображена скорботна постать жінки, яка стоїть на колінах як символ горя та невимовної печалі, розпачу та скорботи. Поряд з нею — дитяча іграшка на залізничних рейках, що символізує втрачене дитяче життя.
На звороті монумента зображено ікону, також виконану у вигляді мозаїки. Це Тихвінська Божа Матір, покровителька немовлят та підлітків. Нижче знаходиться зображення з архіву — фотографія ленінградських малюків, які поспішають на вокзал, сподіваючись залишити блокадний Ленінград. Внизу вигравіювано вірш ленінградського поета Анатолія Молчанова, у ньому в образній формі розповідається про страшну жовтневу подію.
У пам'ятних заходах взяв участь архієпископ Петергофський Амвросій.

## Сторення
Ініціатива створення пам'ятника належить голові Ради «Історичного клубу Ленінградської області», заступнику голови Громадської ради при архівному управлінні Г. А. Москвину, що була підтримана губернатором області А. Ю. Дрозденком. Кошти на пам'ятник та його установку виділив громадський діяч та меценат Грачя Погосян. Санкт-Петербурзька мозаїчна майстерня «Тавр» та реставраційна майстерня «Нива» виконали художні роботи. «РосВійськБуд» провів необхідні ремонтні та будівельні заходи щодо встановлення пам'ятника.